# Willard Custer
Willard Ray Custer (6 juin 1899 - 25 décembre 1985) est un mécanicien américain qui découvrit, par hasard, l'effet Bernoulli lors d'une tornade qui souleva le toit de la grange dans laquelle il s'était abrité.
Depuis ce jour, il n'aura de cesse d'essayer de concevoir et réaliser, non sans détermination et sans succès, des avions à décollage court (STOL) en se basant sur une aile de sa conception en forme de gouttière, l'aile tunnel.
Cette technologie prometteuse et visionnaire n'eut pas le succès escompté, notamment parce que Custer avait des difficultés à négocier avec des ingénieurs, n'en étant pas un lui-même.
Il meurt en 1985, sans avoir pu imposer son invention.